# EP 2002
EP 2002 è il primo EP del duo musicale italiano Righeira, pubblicato nel 2002.

## Tracce
1. Vamos a la playa (Original Version) – 3:40
2. Vamos a la playa (Karaoke Version) – 3:40
3. No tengo dinero (Original Version) – 3:25
4. No tengo dinero (Karaoke Version) – 3:25
5. L'estate sta finendo (Original Version) – 4:00
6. L'estate sta finendo (Karaoke Version) – 4:00
7. Vamos a la playa (Dance Movement Remix) – 4:34
8. Vamos a la playa (Factory Team Happy Mix) – 5:15

## Formazione
Righeira
- Johnson Righeira – voce
- Michael Righeira – voce